# Brigue-Glis
Pour les articles homonymes, voir Brigue et Glis.
Brigue-Glis, appelée en allemand Brig-Glis, est une ville et une commune suisse du canton du Valais, située dans le district de Brigue dont elle est le chef-lieu. La principale localité de la commune est Brigue.

## Géographie

### Situation

Photo aérienne historique de Werner Friedli de 1949.

Le territoire de Brigue-Glis s'étend sur 38,08 km2. Lors du relevé de 2013-2018, les surfaces d'habitations et d'infrastructures représentaient 12,3 % de sa superficie, les surfaces agricoles 11,3 %, les surfaces boisées 50,3 % et les surfaces improductives 26,1 %.

### Transports
- Ligne ferroviaire CFF Lausanne – Brigue – Simplon – Milan
- Chargement des autos (Autoverlad) à travers le tunnel du Simplon Brigue – Iselle di Trasquera
- Ligne ferroviaire BLS Berne – Lötschberg – Brigue
- Ligne ferroviaire Matterhorn-Gotthard Bahn : Zermatt – Brigue – Andermatt – Disentis/Mustér (– Saint-Moritz)
- Lignes CarPostal pour Saas Fee, Naters, Viège et Domodossola par Gondo et le col du Simplon
- A9 (Brigue-Lausanne-Vallorbe)  29 (Sierre-Est)

## Histoire
La commune a été formée en 1972, lors de la fusion des communes de Brigue, Brigerbad et Glis.
Brigue-Glis a été nommé Ville alpine de l'année en 2008 pour son engagement au soutien de la Convention alpine et dans le développement durable.

## Politique

### Exécutif
L'exécutif de Brigue-Glis est composé de sept sièges. Pour la législature 2024-2028, il est composé de deux élus du Centre, de deux élus de l'UDC, d'un élu du PLR, d'un élu de NEO et d'un élu du PS.

## Population et société

### Démographie

#### Évolution de la population
Brigue-Glis compte 13 642 habitants au 31 décembre 2022 pour une densité de population de 358 hab/km2. Sur la période 2010-2019, sa population a augmenté de 4,9 % (canton : 10,5 % ; Suisse : 9,4 %).  

#### Pyramide des âges
En 2020, le taux de personnes de moins de 30 ans s'élève à 31,1 %, au-dessous de la valeur cantonale (31,7 %). Le taux de personnes de plus de 60 ans est quant à lui de 28,3 %, alors qu'il est de 26,6 % au niveau cantonal.
La même année, la commune compte 6 349 hommes pour 6 872 femmes, soit un taux de 48 % d'hommes, inférieur à celui du canton (49,6 %).
| Hommes | Classe d’âge | Femmes |
| ------ | ------------ | ------ |
| 0,6    | 90 ans ou +  | 1,2    |
| 7,9    | 75 à 89 ans  | 11,0   |
| 17,9   | 60 à 74 ans  | 18,0   |
| 22,5   | 45 à 59 ans  | 21,9   |
| 18,9   | 30 à 44 ans  | 18,1   |
| 18,4   | 15 à 29 ans  | 16,7   |
| 13,9   | - de 14 ans  | 13,2   |

| Hommes | Classe d’âge | Femmes |
| ------ | ------------ | ------ |
| 0,5    | 90 ans ou +  | 1,2    |
| 7,5    | 75 à 89 ans  | 9,4    |
| 16,8   | 60 à 74 ans  | 17,7   |
| 22,2   | 45 à 59 ans  | 21,7   |
| 20,3   | 30 à 44 ans  | 19,4   |
| 17,7   | 15 à 29 ans  | 16,6   |
| 14,9   | - de 14 ans  | 14,1   |

### Écoles
- Lycée-Collège Spiritus Sanctus
- Université César Ritz
- Université à distance
- Haute école spécialisée à distance
- Haute école pédagogique du Valais

### Médias
- RhoneZeitung RZ

## Infrastructure
Depuis 1918, la décharge de Gamsenried, située au niveau du village de Gamsen) est utilisée pour stocker et traiter différents déchets industriels ou ménagers. Longtemps utilisé par l'entreprise Lonza pour y déposer des résidus de ses activités chimiques (notamment des hydroxydes de calcium, du mercure, de l’aniline de la benzidine et du benzène), le site est l'un des plus pollués de Suisse,,.
Devant l'importance et la complexité de la pollution ainsi que des risques de contamination des eaux souterraines et de santé publique, les autorités valaisannes décident de classer la décharge comme un site à assainir en 2011,,. Des zones environnantes, également polluées, sont concernées par ces mesures de protection et de dépollution.

## Patrimoine
- Site archéologique de Gamsen (Waldmatte, Breitenweg, Bildacker)
- Château de Stockalper, construit entre 1658 et 1678.
- Église du Collège Spiritus Sanctus, construite entre 1675 et 1685.
- Chapelle St. Antonius Eremita, construite en 1304 et transformée aux XVe et XVIIIe siècles.
- Église des Ursulines Sainte-Trinité, érigée en 1732.
- Chapelle Saint-Sébastien, construite en 1636.
- Église paroissiale du Sacré-Cœur, construite entre 1967 et 1970.